# 1140
Năm 1140 trong lịch Julius.

## Sinh
- 28 tháng 5 - Xin Qiji, nhà thơ Trung Quốc (mất 1207)
- Minamoto no Yoshihira, chiến binh Nhật Bản (mất 1160)

## Mất
- 6 tháng 2-Thurstan, Tổng Giám mục York
- 14 tháng 2-Leo I của Armenia
- Orderic Vitalis, nhà sử học